# Pierre Nicole
Pierre Nicole (Chartres, 19 oktober 1625 - Parijs, 16 november 1695) was een van de meest vooraanstaande van de Franse Jansenisten.

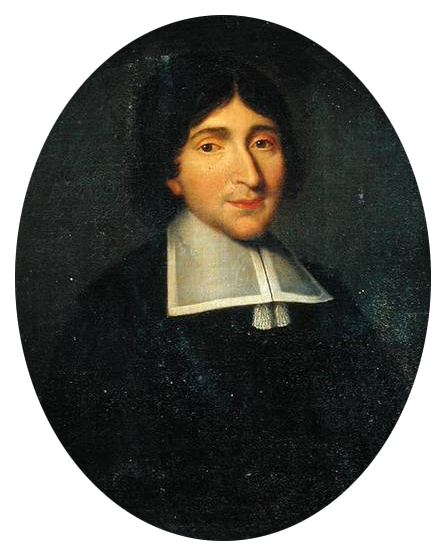

## Biografie
Pierre Nicole werd geboren in Chartres als zoon van een advocaat. In 1642 ging hij naar Parijs om theologie te studeren, en kwam daar al snel in contact met de Jansenistische gemeenschap in het klooster Port-Royal. Zijn tante, Marie des Anges Suireau, was daar korte tijd abdis. Nicole gaf enige tijd les aan de jongensschool van het klooster. Hij gaf daar onder andere Griekse les aan de jonge toekomstige dichter Jean Racine. Zijn belangrijkste taak was echter om samen met Antoine Arnauld als redacteur op te treden van (controversiële) literatuur die door de Jansenisten werd voortgebracht. 

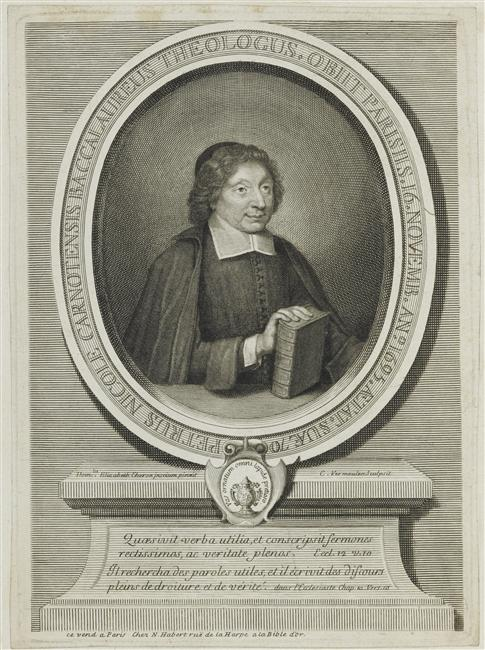
Portret van Pierre Nicole door Cornelis Vermeulen

Hij had een groot aandeel in het verzamelen van materiaal voor Pascal's Lettres provinciales (1656); in 1658 vertaalde hij dit werk in het Latijn onder het pseudoniem Nicholas Wendrock. In 1662 was hij mede-auteur met Antoine Arnauld van het succesvolle Port-Royal Logic, gebaseerd op de Cartesiaanse uitleg van de logica van Aristoteles. In 1664 schreef hij zelf een aantal brieven, Les Imaginaires (de denkbeeldigen), met de bedoeling om te tonen dat de ketterse visies die gewoonlijk aan de Jansenisten werden toegeschreven, slechts bestonden in de verbeelding van de Jezuïten, die anti-Jansenitisch waren. Zijn brieven werden krachtig aangevallen door Desmarets de Saint-Sorlin, een vrij onbelangrijk dichter en aanhanger van de Jezuïten. Nicole antwoordde hem in een volgende serie brieven, Les Visionnaires (1666). Hierin merkte hij op dat dichters en toneelschrijvers geen haar beter waren dan publieke vergiftigers. Jean Racine reageerde als door een wesp gestoken; hij keerde zich tegen zijn oude meester en alle anderen in Port Royal, met een vernietigende kritiek.
Rond dezelfde tijd werd Nicole betrokken bij een controverse over transsubstantiatie met de Hugenoot Jean Claude; hieruit ontstond een publicatie La Perpétuité de la foi de l'Église catholique touchant l'eucharistie (1669), weer een gezamenlijk werk met Antoine Arnauld. Zijn belangrijkste product was echter de Essais de morale, een serie korte discussies over praktisch christendom. Deze werden vanaf 1671 bij tussenpozen gepubliceerd. In 1679, toen nieuwe vervolgingen tegen de jansenisten waren begonnen, voelden Nicole en Arnauld zich gedwongen om naar België te vluchten. De twee gingen weer snel uit elkaar. De oudere Nicole had een slechte gezondheid; het leven als vluchteling beviel hem slecht en hij wenste rust. In 1683 sloot Nicole een tamelijk tweeslachtige vrede met de autoriteiten, en mocht naar Parijs terugkeren. Daar zette hij zijn literaire werk voort tot zijn dood. 
Nicole was een geliefd en markant persoon in Port Royal. Er werd verteld over zijn verstrooidheid en onbeholpenheid in conversaties. Zijn boeken worden gekenmerkt door tegenovergestelde kwaliteiten. Deze zijn ordelijk en toegankelijk. Ze waren populair bij Madame de Sévigné en andere lezers van haar stand. Geen ander Jansenistisch schrijver, zelfs Pascal niet, was zo succesvol in het uitbeelden van de positie van Port Royal.